# 사제 김정국 묘역
사제 김정국 묘역(思齊 金正國 墓域)은 대한민국 경기도 파주시 진동면 하포리에 있는 묘역이다. 2003년 4월 21일 경기도의 문화재자료 제122호로 지정되었다.

## 개요
조유형(趙有亨)의 보살핌을 받으며, 김굉필(金宏弼) 문하에서 수학하였다. 김정국은 1512년(중종7) 부교리가 되어 동료들과 문종 비 현덕왕후(顯德王后)의 복위를 주장하고 성사시켰다.
이후 기묘사화로 탄핵받아 고양의 망동(芒洞)에 은거하기도 했으나, 1538년(중종33) 복직되어 전라도관찰사, 중추부사, 돈녕부사 등을 지냈다.시호(諡號)는 문목(文穆)이다.
김정국 묘는 계배(繼配)인 경주이씨(慶州李氏)의 묘와 함께 쌍분(雙墳)으로 조성되어 있다. 묘소의 석물로는 묘표, 상석, 향로석, 망주석, 장명등, 문인석 등이 있다. 묘역 하단에는 신도비도 건립되어 있다.
김정국 묘표는 원수방부(圓首方趺) 형태로 1546년(명종원)에 건립되었으며, 앞면에 '가선대부예조참판김정국지묘(嘉善大夫禮曹參判金正國之墓), 정부인경주이씨지묘(貞夫人慶州李氏之墓)'라고 새겨져 있다.
신도비는 묘표와 마찬가지로 원수방부 형태이며, 김정국의 손자 김요립(金堯立, 1550~?)이 마련한 석재에 박세채(朴世采, 1631~1695)가 지은 비문을 새겨 1691년(숙종17)경 건립했으나 비문이 마모되어 1908년에 다시 건립한 것이다.

## 지정 사유
조선 중기의 학자이자 문신으로 성리대전서절요(보물 제1157호)를 비롯하여 많은 저술과 정책을 국정에 반영하고 목민관으로서 선정을 베풀었던 역사적으로 매우 중요한 인물이었으며 묘역도 원형 그대로 잘 보존되어 있다.

## 같이 보기
- 김정국

## 참고 문헌
- 사제김정국묘역 - 국가유산청 국가유산포털